# Agrilus pulex
Agrilus pulex é uma espécie de inseto do género Agrilus, família Buprestidae, ordem Coleoptera.
Foi descrita cientificamente por Curletti & Bellamy, 2005.